# 秦基伟
秦基偉（1914年11月16日—1997年2月2日），湖北省黄安县（今湖北省黄冈市红安县）人，中国共产党、中华人民共和国政治人物，原副国级领导人。中共第十一至十三届中央委员，第十二届中央政治局候补委员，第十三届中央政治局委员，中央军委委員。1955年被授予中将军衔。1988年被授予上将军衔。秦基偉1929年参加中国工农红军，1930年加入中国共产党，秦基伟历任红四方面军总部手枪营二连连长，方面军警卫团团长、红三十一军第二七四团团长，补充师师长，方面军总部四局局长，参加长征和西路军作战。抗日战争时期，任八路军129师独立支队司令员，晋冀豫军区第一军分区司令员，晋冀豫军区司令部作战科科长、参谋处处长，129师新编第11旅副旅长，太行军区第一军分区司令员。第二次国共内战時期，任太行军区司令员，晋冀鲁豫野战军第九纵队司令员，第二野战军第15军军长。中华人民共和国建国后，率中國人民志願軍第15军参加朝鲜战争。1955年以後，秦基伟历任云南军区副司令员、昆明军区司令员、成都军区司令员、北京军区政委、司令员，中央軍委委員、国务委员兼國防部長等职。

## 生平

### 早期经历
1914年11月出生于湖北省黄安县（今红安县）七里区秦罗庄。秦罗庄全村人家都姓秦，故名秦罗庄。秦基伟8岁丧父，10岁丧兄，从小做苦工。1927年加入“义勇队”，参加了黄麻起义。1929年参加中国工农红军，1930年加入中国共产党。1931年11月，秦基伟任红四方面军总部手枪营二连连长，参加了鄂豫皖苏区历次反围剿作战。黄安战役中，城东嶂山阵地失守，他率部护卫徐向前直奔火线，指挥部队夺回了阵地。
1932年，随方面军主力西进川陕苏区，次年部队扩编，秦基伟历任方面军警卫团团长、红三十一军第二七四团团长，参加川陕苏区历次作战。1935年，参加长征，担任红四方面军补充师师长，后担任方面军总部四局局长，参加西路军作战。1937年1月，率少数作战部队掩护西路军总后勤部，被马家军骑兵分割包围于甘肃临泽。率部坚守苦战数日突出重围。西路军失利后，经历九死一生回到延安。

### 抗日战争时期
1937年11月，秦基伟任八路军129师独立支队司令员，同赖际发在太行山区发展八路军武装。1938年4月，参加晋东南1938年战役。1938年5月，秦基伟兼任晋冀豫军区第一军分区司令员。1939年起担任晋冀豫军区司令部作战科科长、参谋处处长。1940年6月，调任129师新编第11旅副旅长，率部参加百团大战。1941年担任太行军区第一军分区司令员、中共太行一地委书记，率部参加反扫荡战争。

### 第二次国共内战時期
第二次国共内战時期，秦基伟出任太行军区司令员。1947年8月，晋冀鲁豫野战军第九纵队在河南博爱王卜昌地区成立，秦基伟任司令员。尔后第九纵队编入“陈谢集团”，南下黄河进入河南。1947年8月，截断陇海铁路。年底，配合华东野战军出击平汉线，歼灭上万余国军部队。1948年，参加洛阳战役。同年5月，发动宛西战役、宛东战役，并参加豫东战役。10月，率部占领郑州。11月，秦基伟参加淮海戰役，围歼国军第12兵团。1949年2月，秦基伟任第二野战军第15军军长。尔后参加渡江战役，进军广州。

### 中华人民共和国建国后

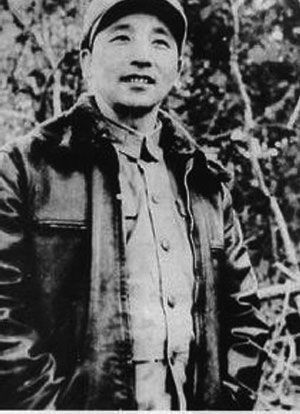
秦基伟于朝鲜战场的留影

1950年1月，秦基伟率部在云南参加滇南围歼战役。尔后率部镇守云南，参加西南剿匪作战。1951年3月，秦基伟率中國人民志願軍第15军参加朝鲜战争，参加第五次战役。1952年10月14日，秦基伟参加上甘岭战役，坚守上甘岭40余天，击退美军攻势，迫使联军停止了任何对志愿军的大规模进攻计划。
1953年8月，秦基伟任云南军区副司令员，1955年3月任昆明军区副司令员，同年被授予中将军衔，获二级八一勋章、一级独立自由勋章、一级解放勋章。1957年毕业于南京军事学院，9月升任昆明军区司令员。1967年1月文化大革命时期，昆明軍區癱瘓，第一政委、副司令員先後被批鬥，秦基伟亦被扣“保皇派”、“走资派”等帽。春節將軍區事務交由第二政委李成芳後，乘飛機到北京接受保護，旋被下放到湖南常德西湖农场劳改。1973年7月，秦基伟恢复工作，担任成都军区司令员。1975年10月调入北京军区任第二政委，1977年9月任第一政委。
1980年1月，秦基伟接任北京军区司令员。1981年，受中央军委委托，秦基伟成功地组织了著名的华北实兵实弹战役大演习。1984年10月1日中华人民共和国成立35周年阅兵，秦基伟担任了阅兵总指挥，陪同鄧小平檢閱受閱部隊。1988年4月任中央軍委委員、国务委员兼國防部長。同年授予上将军衔。1993年3月當选为第八屆全國人民代表大會常務委員會副委员长。1997年2月2日因病在北京逝世，終年83歲。

## 荣誉

### 中华人民共和国勋章奖章
- 二级八一勋章
- 一级独立自由勋章
- 一级解放勋章

### 外国勋章奖章
- 一级国旗勋章（朝鲜）
- 二级国旗勋章（朝鲜）
- 军事功绩大绶勋章（约旦，1990年6月13日于安曼颁发[17]）

## 著作
- 《秦基伟回忆录》

## 家庭

### 夫人
- 唐贤美，夫妇共养育子女三人

### 子女
- 秦卫江中将，长子，曾任南京军区副司令员[18]，2016年1月任新成立的中国人民解放军东部战区首任陆军司令员
- 秦天中将，次子，又名秦兵江，曾任国防大学科研部部长、军事科学院副院长[19]，2015年12月任中国人民武装警察部队参谋长。2017年9月，转任中国人民武装警察部队副司令员[20]
- 秦畹江，女儿，1958年生。硕士学历。吴忠仪表股份有限公司董事。曾任中国光大集团贸易部经理，香港天玮发展有限公司总经理；广州大鹏房地产公司副董事长，广州隆怡投资有限公司副董事长、副总经理。丈夫是杨成武之子空军副司令员杨东明中将。